# Temporada da Stock Car Brasil de 1992
O Campeonato Stock Car de 1992 foi a 14ª edição promovida pela Confederação Brasileira de Automobilismo (CBA) da principal categoria do automobilismo brasileiro.
O vencedor foi Ingo Hoffmann e Angelo Giombelli.
Contexto histórico
Foi criada em 1977 para ser uma alternativa à extinta Divisão 1 (D1), que corria com as marcas Chevrolet (Opala) e Ford (Maverick). Isso ocorreu pelo desinteresse do público e dos patrocinadores por se tornar uma categoria monomarca, dada a superioridade dos modelos Chevrolet. Para que isso não ocorresse, a General Motors criou uma nova categoria, que unia desempenho e sofisticação. O nome foi um golpe de mestre, pois além de emular o nome da famosa categoria americana, a NASCAR, desviava a atenção da marca única.
A primeira prova ocorreu em 22 de abril de 1979, no Autódromo de Tarumã, no Rio Grande do Sul. A criação da categoria foi a melhor resposta a um antigo anseio de uma comunidade apaixonada por carros de corrida, ou seja, uma categoria de Turismo que unisse desempenho e sofisticação.
Regulamento
O regulamento foi criado para limitar os custos, procurando equilíbrio, sem comprometer as performances dignas das competições internacionais.

## Equipes e pilotos
| Equipe                         | Construtor | Carro           | Pneu | N.° | Nome do piloto                         | Rodada    |
| ------------------------------ | ---------- | --------------- | ---- | --- | -------------------------------------- | --------- |
| Unicred Corporation            | Chevrolet  | Opala Protótipo | C    | 4   | Adalberto Jardim                       | Todas     |
| Unicred Corporation            | Chevrolet  | Opala Protótipo | C    | 34  | Clodoaldo Monteiro                     | 1-6       |
| Giaffone Motorsport            | Chevrolet  | Opala Protótipo | P    | 49  | Carlos Alves                           | Todas     |
| Giaffone Motorsport            | Chevrolet  | Opala Protótipo | P    | 7   | Affonso Giaffone                       | 4         |
| Team Bradesco                  | Chevrolet  | Opala Protótipo | M    | 63  | João Campos                            | Todas     |
| Santander Motorsport           | Chevrolet  | Opala Protótipo | M    | 27  | João Marcos Maistro                    | Todas     |
| Santander Motorsport           | Chevrolet  | Opala Protótipo | M    | 51  | José Cangueiro                         | 2-9       |
| Equipe Golden Cross            | Chevrolet  | Opala Protótipo | C    | 41  | Beto Napolitano                        | 1-6       |
| Equipe Golden Cross            | Chevrolet  | Opala Protótipo | C    | 32  | Helio Saraiva Jr.                      | 2-3 e 9   |
| Unimed Racing                  | Chevrolet  | Opala Protótipo | P    | 2   | Pedro Muffato                          | Todas     |
| Unimed Racing                  | Chevrolet  | Opala Protótipo | P    | 74  | José Bel Camilo                        | 2         |
| IMX Racing                     | Chevrolet  | Opala Protótipo | B    | 37  | André Giaffone                         | 5         |
| Union Racing                   | Chevrolet  | Opala Protótipo | M    | 88  | Paulo Yamamoto                         | 1, 5 e 9  |
| Union Racing                   | Chevrolet  | Opala Protótipo | M    | 77  | Fernando Amorim                        | 3 e 8     |
| Elf Marc VDS Racing Team       | Chevrolet  | Opala Protótipo | P    | 69  | Roberto Fonseca                        | 8         |
| Flexbox HP40 Motorsport        | Chevrolet  | Opala Protótipo | C    | 98  | Roger Sandoval                         | 2         |
| Italtrans Racing Team          | Chevrolet  | Opala Protótipo | C    | 62  | Davi dal Pizzol Gustavo dal Pizzol     | 2         |
| NTS RW Racing GP               | Chevrolet  | Opala Protótipo | P    | 55  | Sandro Tannuri                         | 3 e 7     |
| NTS RW Racing GP               | Chevrolet  | Opala Protótipo | P    | 95  | Tom Stefani                            | 4         |
| Dynavolt Intact GP             | Chevrolet  | Opala Protótipo | C    | 30  | Adriano Rabelo                         | 1 e 5     |
| One Energy Racing              | Chevrolet  | Opala Protótipo | C    | 56  | Paulo de Tarso Marques                 | Todas     |
| One Energy Racing              | Chevrolet  | Opala Protótipo | C    | 83  | Alexandre Cunha                        | 4 e 8     |
| Ongetta SIC58 Squadracorse     | Chevrolet  | Opala Protótipo | P    | 58  | Antonio Jorge Neto                     | Todas     |
| Ongetta SIC58 Squadracorse     | Chevrolet  | Opala Protótipo | P    | 67  | Urubatan Helou Jr.                     | 5         |
| Pons Racing 40                 | Chevrolet  | Opala Protótipo | C    | 59  | Fabiano Brito                          | Todas     |
| Pons Racing 40                 | Chevrolet  | Opala Protótipo | C    | 42  | José Maria Reis                        | 2 e 7     |
| Castrol Racing                 | Chevrolet  | Opala Protótipo | B    | 17  | Ingo Hoffmann Ângelo Giombelli         | Todas     |
| Leopard Impala Racing Team     | Chevrolet  | Opala Protótipo | B    | 52  | Roberto Amaral Luiz Fernando Baptista  | Todas     |
| Petronas Sprinta Racing        | Chevrolet  | Opala Protótipo | M    | 72  | Djalma Fogaça                          | Todas     |
| Rivacold Snipers Team          | Chevrolet  | Opala Protótipo | P    | 60  | Edson do Valle Mathias de Valle        | 2-9       |
| SIC58 Squadra Corse            | Chevrolet  | Opala Protótipo | C    | 93  | Lamartine Pinotti Luiz Cirino          | 9         |
| Sterilgarda Max Racing Team    | Chevrolet  | Opala Protótipo | P    | 31  | Vignaldo Fízio                         | Todas     |
| Sterilgarda Max Racing Team    | Chevrolet  | Opala Protótipo | P    | 92  | Diumar Bueno                           | 7         |
| Avintia Esponsorama Grand Prix | Chevrolet  | Opala Protótipo | C    | 38  | Carlos Augusto Falletti                | Todas     |
| Avintia Esponsorama Grand Prix | Chevrolet  | Opala Protótipo | C    | 35  | Fred Marinelli                         | 4         |
| BOE Owlride Autosport          | Chevrolet  | Opala Protótipo | C    | 44  | Beto Giorgi                            | Todas     |
| BOE Owlride Autosport          | Chevrolet  | Opala Protótipo | C    | 84  | Luiz Carlos Zapellini                  | Todas     |
| Team Bardahl Academy           | Chevrolet  | Opala Protótipo | P    | 19  | Vinicius Ramires                       | 5-6 e 8-9 |
| Team Bardahl Academy           | Chevrolet  | Opala Protótipo | P    | 85  | Marcelo Tedesco                        | 1-6 e 8-9 |
| CIP Green Power                | Chevrolet  | Opala Protótipo | P    | 18  | Regis Boessio                          | 1 e 4-9   |
| Scuderia 111                   | Chevrolet  | Opala Protótipo | C    | 68  | Nonô Figueiredo                        | 1-4 e 7-9 |
| Scuderia 111                   | Chevrolet  | Opala Protótipo | C    | 47  | Flávio Trindade                        | 3-9       |
| NASCAR Motorsport              | Chevrolet  | Opala Protótipo | C    | 45  | Luís Filgueiras Rodrigo Moreno         | 1-4 e 7-9 |
| Vodafone Racing Team           | Chevrolet  | Opala Protótipo | B    | 33  | Ricardo Etchenique                     | Todas     |
| Vodafone Racing Team           | Chevrolet  | Opala Protótipo | B    | 57  | Rodney Felicio                         | 1 e 9     |
| Vandurit International         | Chevrolet  | Opala Protótipo | M    | 29  | Chico Serra                            | Todas     |
| Vandurit International         | Chevrolet  | Opala Protótipo | M    | 61  | Renato Constantino Felipe Kaki Andrade | Todas     |
| Team Camel                     | Chevrolet  | Opala Protótipo | P    | 22  | Paulo Gomes                            | Todas     |
| Team Camel                     | Chevrolet  | Opala Protótipo | P    | 82  | Aloysio de Andrade                     | 2 e 3     |
| Team Motul                     | Chevrolet  | Opala Protótipo | G    | 40  | Herberto Heinen                        | 1-4 e 7   |
| Team Motul                     | Chevrolet  | Opala Protótipo | G    | 11  | Mário Covas Neto                       | 5-9       |

## Calendário e resultados

### Etapas
| # | Circuito             | Data           | Pole Position                  | Volta mais rápida      | Vencedor de Bateria                                           | Piloto Vencedor                       | Equipe Vencedora           |
| - | -------------------- | -------------- | ------------------------------ | ---------------------- | ------------------------------------------------------------- | ------------------------------------- | -------------------------- |
| 1 | GP de Viamão         | 12 de abril    | Ingo Hoffmann Ângelo Giombelli | Ingo Hoffmann          | 1° Bateria: Ingo Hoffmann 2° Bateria: Ângelo Giombelli        | Ingo Hoffmann Ângelo Giombelli        | Castrol Racing             |
| 2 | GP do Rio de Janeiro | 17 de maio     | Ingo Hoffmann Ângelo Giombelli | Ingo Hoffmann          | 1° Bateria: Ingo Hoffmann 2° Bateria: Ângelo Giombelli        | Ingo Hoffmann Ângelo Giombelli        | Castrol Racing             |
| 3 | GP de Guaporé        | 14 de junho    | Pedro Muffato                  | Carlos Alves           | 1° Bateria: Ingo Hoffmann 2° Bateria: Adalberto Jardim        | Adalberto Jardim                      | Unicred Corporation        |
| 4 | GP de Brasília       | 19 de julho    | Ingo Hoffmann Ângelo Giombelli | Ângelo Giombelli       | 1° Bateria: Ingo Hoffmann 2° Bateria: Ângelo Giombelli        | Ingo Hoffmann Ângelo Giombelli        | Castrol Racing             |
| 5 | GP de Goiânia        | 2 de agosto    | João Campos                    | Ângelo Giombelli       | 1° Bateria: Ingo Hoffmann 2° Bateria: Chico Serra             | Chico Serra                           | Vandurit International     |
| 6 | GP de Eusébio        | 13 de setembro | Fabiano Brito                  | Paulo de Tarso Marques | 1° Bateria: Ingo Hoffmann 2° Bateria: Ângelo Giombelli        | Ingo Hoffmann Ângelo Giombelli        | Castrol Racing             |
| 7 | GP de Cascavel       | 4 de outubro   | Ingo Hoffmann Ângelo Giombelli | João Campos            | 1° Bateria: Roberto Amaral 2° Bateria: Luiz Fernando Baptista | Roberto Amaral Luiz Fernando Baptista | Leopard Impala Racing Team |
| 8 | GP de Curitiba       | 18 de outubro  | Herberto Heinen                | Ingo Hoffmann          | 1° Bateria: Ingo Hoffmann 2° Bateria: Ângelo Giombelli        | Ingo Hoffmann Ângelo Giombelli        | Castrol Racing             |
| 9 | GP de São Paulo      | 8 de novembro  | Diumar Bueno                   | Ingo Hoffmann          | 1° Bateria: João Campos 2° Bateria: Paulo de Tarso            | Paulo de Tarso                        | One Energy Racing          |

## Classificação

### Campeonato de pilotos
| Pos | Piloto                                 | VIA | RJO | GUA | BRA | GOI | EUS | CAS | CTB | SPO | Pts |
| --- | -------------------------------------- | --- | --- | --- | --- | --- | --- | --- | --- | --- | --- |
| 1   | Ingo Hoffmann Ângelo Giombelli         | 1   | 1   | DSQ | 1   | Ret | 1   | WD  | 1   | DNS | 110 |
| 2   | Paulo de Tarso Marques                 | 6   | 18  | Ret | Ret | 3   | 2   | 8   | 5   | 1   | 89  |
| 3   | Carlos Alves                           | Ret | 5   | 4   | 2   | 2   | DNS | 2   | 2   | 2   | 74  |
| 4   | João Campos                            | 2   | 3   | 2   | Ret | 7   | 4   | 7   | 3   | 4   | 71  |
| 5   | Adalberto Jardim                       | 11  | 2   | 1   | 3   | Ret | DNS | WD  | Ret | DNS | 55  |
| 6   | Roberto Amaral Luiz Fernando Baptista  | 3   | Ret | 7   | Ret | 14  | 14  | 1   | Ret | 8   | 55  |
| 7   | Herberto Heinen                        | 4   | 10  | 6   | 8   |     |     | 4   |     |     | 50  |
| 8   | Paulo Gomes                            | 7   | 7   | 8   | 5   | 5   | 3   | 3   | 7   | 11  | 44  |
| 9   | Chico Serra                            | 10  | Ret | DNS | Ret | 1   | 8   | Ret | 9   | 10  | 40  |
| 10  | Ricardo Etchenique                     | 14  | 6   | 5   | 6   | 12  | 9   | 6   | 6   | 3   | 34  |
| 11  | Djalma Fogaça                          | 21  | 4   | 3   | DNS | 4   | 19  | Ret | 4   | 6   | 33  |
| 12  | Fabiano Brito                          | 20  | 19  | 10  | Ret | 10  | 5   | 10  | 8   | 5   | 31  |
| 13  | Antonio Jorge Neto                     | 5   | 9   | 9   | 12  | 6   | 6   | Ret | 10  | 7   | 23  |
| 14  | Renato Constantino Felipe Kaki Andrade | 15  | 22  | 15  | Ret | 19  | 13  | 5   | 11  | Ret | 19  |
| 15  | Beto Giorgi                            | Ret | 12  | 16  | 11  | Ret | 16  | 13  | 14  | 15  | 15  |
| 16  | Carlos Augusto Falletti                | 9   | 11  | Ret | 4   | 8   | DNS | 11  | 13  | 12  | 13  |
| 17  | Regis Boessio                          | Ret |     |     | 7   | 11  | 10  | 9   | 16  | 20  | 7   |
| 18  | Vinicius Ramires                       |     |     |     |     | Ret | Ret |     | 12  | 9   | 7   |
| 19  | Edson do Valle Mathias de Valle        |     | 20  | 12  | Ret | 9   | 7   | 12  | 15  | 14  | 7   |
| 20  | Vignaldo Fízio                         | 8   | 8   | 11  | 17  | 16  | 11  | Ret | Ret | DNS | 6   |
| 21  | João Marcos Maistro                    | 13  | DNS | DNS | 9   | 13  | 12  | 14  | 17  | 13  | 5   |
| 22  | Beto Napolitano                        | 12  | 15  | 17  | 10  | 15  | DNS |     |     |     | 4   |
| 23  | Pedro Muffato                          | 18  | 13  | 14  | 15  | 20  | Ret | 16  | 20  | 18  | 3   |
| 24  | José Cangueiro                         |     | 14  | 13  | 14  | 17  | 17  | 15  | 19  | 17  | 2   |
| 25  | Luiz Carlos Zapellini                  | 16  | 17  | 19  | 13  | 18  | 15  | Ret | 18  | 16  | 1   |
| 26  | Clodoaldo Monteiro                     | Ret | 16  | 18  | Ret | 21  | DNS |     |     |     | 0   |
| 27  | Diumar Bueno                           |     |     |     |     |     |     | 17  |     |     | 0   |
| 28  | Marcelo Tedesco                        | 17  | Ret | DNS | 16  | 22  | 18  |     | 22  | Ret | 0   |
| 29  | Mário Covas Neto                       |     |     |     |     | 23  | 20  | Ret | 23  | Ret | 0   |
| 30  | Luís Filgueiras Rodrigo Moreno         | 22  | 21  | 20  | 18  |     |     | 18  | 24  | 21  | 0   |
| 31  | Nonô Figueiredo                        | 19  | DNS | DNS | Ret |     |     | Ret | 21  | 19  | 0   |
| 32  | Flávio Trindade                        |     |     | NQ  | INJ | INJ | INJ | INJ | INJ | INJ | 0   |
| 33  | Rodney Felicio                         | NA  |     |     |     |     |     |     |     | NQ  | 0   |
| 34  | Aloysio de Andrade                     |     | Ret | EX  |     |     |     |     |     |     | 0   |
| 35  | Fred Marinelli                         |     |     |     | Ret |     |     |     |     |     | 0   |
| 36  | José Maria Reis                        |     | DNF |     |     |     |     | Ret |     |     | 0   |
| 37  | Urubatan Helou Jr.                     |     |     |     |     | NQ  |     |     |     |     | 0   |
| 38  | Affonso Giaffone                       |     |     |     | Ret |     |     |     |     |     | 0   |
| 39  | Davi dal Pizzol Gustavo dal Pizzol     |     | Ret |     |     |     |     |     |     |     | 0   |
| 40  | Paulo Yamamoto                         | NE  |     |     |     | Ret |     |     | Ret |     | 0   |
| 41  | José Bel Camilo                        |     | NQ  |     |     |     |     |     |     |     | 0   |
| 42  | Alexandre Cunha                        |     |     |     | Ret |     |     |     | Ret |     | 0   |
| 43  | Helio Saraiva Jr.                      |     | Ret | X   |     |     |     |     |     | OUT | 0   |
| 44  | André Giaffone                         |     |     |     |     | NQ  |     |     |     |     | 0   |
| 45  | Roberto Fonseca                        |     |     |     |     |     |     |     | Ret |     | 0   |
| 46  | Sandro Tannuri                         |     |     | Ret |     |     |     | Ret |     |     | 0   |
| 47  | Roger Sandoval                         |     | Ret |     |     |     |     |     |     |     | 0   |
| 48  | Adriano Rabelo                         | NQ  |     |     |     | Wth |     |     |     |     | 0   |
| 49  | Fernando Amorim                        |     |     | AT  |     |     |     |     | Ret |     | 0   |
| 50  | Tom Stefani                            |     |     |     | NQ  |     |     |     |     |     | 0   |
| 51  | Lamartine Pinotti Luiz Cirino          |     |     |     |     |     |     |     |     | NQ  | 0   |
| Pos | Piloto                                 | VIA | RJO | GUA | BRA | GOI | EUS | CAS | CTB | SPO | Pts |

| Cor      | Resultado            |
| -------- | -------------------- |
| Ouro     | Vencedor             |
| Prata    | 2º lugar             |
| Bronze   | 3º lugar             |
| Verde    | Terminou, nos pontos |
| Azul     | Terminou, sem pontos |
| Púrpura  | Retirou-se (Ret)     |
| Vermelho | Não qualificado (NQ) |
| Preto    | Desqualificado (DSQ) |
| Branco   | Não largou (NL)      |
| Sem cor  | Não participou (NP)  |
| Sem cor  | Lesionado (Les)      |
| Sem cor  | Excluído (EX)        |